# Il Tevere
Il Tevere (en italien: Le Tibre) était un journal fasciste, fondé par Benito Mussolini, publié à Rome entre 1924 et 1943. 

## Histoire
Il Tevere a été lancé par Benito Mussolini le 27 décembre 1924. Telesio Interlandi a été nommé directeur du journal dont le siège était à Rome,. Corrado Pavolini a travaillé comme rédacteur littéraire d'Il Tevere. Jusqu'au début des années 1930, de nombreuses personnalités importantes ont contribué au journal: Luigi Pirandello, Emilio Cecchi, Giuseppe Ungaretti, Vincenzo Cardarelli, Vitaliano Brancati, Antonio Baldini, Marino Mazzacurati, Amerigo Bartoli, Elio Vittorini, Corrado Alvaro, Ardengo Soffici et Alberto Moravia. Bien que Telesio Interlandi ait qualifié Alberto Moravia de « demi-juif » dans les pages d'Il Tevere, celui-ci n'a pas mis fin à ses contributions occasionnelles au journal.
Dans la période suivante, Il Tevere devint beaucoup plus antisémite en soutenant l'aryanisme. En octobre 1932, il publie une interview d'Adolf Hitler avant les élections au Reichstag. À partir de 1934, il commença à publier des articles sur le racisme biologique, et sa propagande antisémite s'intensifia. En 1938, Il Tevere suggérait que les films mettant en vedette Charlie Chaplin, les frères Ritz et les frères Marx ne devraient pas être regardés par les Italiens, car leur humour n'était pas aryen. 
Le dernier numéro du journal a été publié le 25 juillet 1943, lorsque Mussolini a démissionné de son poste.